# Родіонов Дмитро Гаврилович
Дмитро Гаврилович Родіонов (1906 , Починки, Лукоянівський повітd, Нижньогородська губернія, Російська імперія  — 1972 , Москва ) — начальник управління МДБ Ленінградської області, генерал-лейтенант (1945).

## Біографія
Народився в селянській сім'ї, працював на сільськогосподарських роботах, був переписувачем повітового народного суду, продавцем в магазині споживспілки, буфетником в їдальні. Потім був діловодом і секретарем народного суду. З 1926 по 1931 на роботі в міліції (рядовий міліціонер, інспектор кримінального розшуку), з 1931 по 1938 на роботі в Економічному відділі повноважного представництва ОГПУ — Управління НКВД по Горьковській області, з 1938 начальник Управління НКВД по Горьковській області. У цьому ж році стає членом ВКП(б). З червня 1938 в центральному апараті НКВД по економічній лінії, з 1941 по 1943 заступник начальника Економічного управління НКВД СРСР, з 1943 по 1946 заступник начальника Другого управління НКГБ-МДБ СРСР. Був заступником начальника Економічного управління МДБ СРСР. З 1946 по 1949 начальник Управління МДБ Ленінградської області, з 1949 в апараті МДБ-МВС СРСР. У кінці 1951 призначений начальником управління міліції Ташкента. З 24 березня 1953 заступник начальника 4-го управління МВС СРСР. У червні 1954 звільнений з органів МВС СРСР через хворобу.